# Ortografia limbii esperanto
Esperanto este scris cu un alfabet latin de douăzeci și opt de litere, cu majuscule și minuscule. Acesta este completat de semnele de punctuație uzuale. Creatorul limbii esperanto, L. L. Zamenhof, a declarat un principiu de „o literă, un sunet”, deși acesta este mai degrabă un ghid general decât strict.
Douăzeci și două de litere sunt identice ca formă cu literele alfabetului român (q, w, x, și y fiind omise). Celelalte șase au semne diacritice (numite ĉapelitaj): ĉ, ĝ, ĥ, ĵ, ŝ, și ŭ - adică c, g, h, j, și s circumflex, și u breve.

## Alfabetul standard

### Sunete
Literele au aproximativ valorile sonore ale AFI, cu excepția c [t͡s] și a literelor cu diacritice: ĉ [t͡ʃ], ĝ [d͡ʒ], ĥ [x], ĵ [ʒ], ŝ [ʃ], ŭ [u̯]. J transcrie două sunete, consoana [j] (sunetul englez y, ca în you) și vocala [i̯].
| Majuscule   |     |      |      |     |       |     |     |      |     |     |     |     |     |     |     |     |     |     |       |     |     |     |     |     |     |     |     |     |
| A           | B   | C    | Ĉ    | D   | E     | F   | G   | Ĝ    | H   | Ĥ   | I   | J   | J   | Ĵ   | K   | L   | M   | N   | O     | P   | R   | S   | Ŝ   | T   | U   | Ŭ   | V   | Z   |
| Litere mici |     |      |      |     |       |     |     |      |     |     |     |     |     |     |     |     |     |     |       |     |     |     |     |     |     |     |     |     |
| a           | b   | c    | ĉ    | d   | e     | f   | g   | ĝ    | h   | ĥ   | i   | j   | j   | ĵ   | k   | l   | m   | n   | o     | p   | r   | s   | ŝ   | t   | u   | ŭ   | v   | z   |
| Valori AFI  |     |      |      |     |       |     |     |      |     |     |     |     |     |     |     |     |     |     |       |     |     |     |     |     |     |     |     |     |
| [ä,a]       | [b] | [t͜s] | [t͜ʃ] | [d] | [e̞,e] | [f] | [ɡ] | [d͜ʒ] | [h] | [x] | [i] | [i̯] | [j] | [ʒ] | [k] | [l] | [m] | [n] | [o̞,o] | [p] | [r] | [s] | [ʃ] | [t] | [u] | [u̯] | [v] | [z] |

Există o corespondență aproape unu la unu între literă și sunet. Diftongii precum aŭ și eŭ necesită două litere. ⟨J⟩ are dublă utilizare consonantică și vocalică, echivalentă atât cu consoana ⟨v⟩, cât și cu vocala ⟨ŭ⟩. Pentru cei ce consideră /d͜z/ ca fiind un fonem, esperanto conține și digraful consonantic, ⟨dz⟩. Alofonia a fost observată în vocale (de exemplu, în silabe deschise vs. silabe închise) și se regăsește în asimilarea lui /m/ și /n/, acesta din urmă fiind, de exemplu, frecvent pronunțat /ŋ/ înainte de g și k pentru vorbitorii din medii lingvistice care fac același lucru.
Schimbarea fonemică este probabil limitată la asimilarea vocalizării obstructivelor, ca în secvența kz din ekzemplo, ((un) exemplu) care este „inevitabil” pronunțată /ɡz/ în vorbirea normală, deși puriștii încearcă să o pronunțe /kz/. În scrierile lui Zamenhof, obstructivele sonante și surde, cum ar fi k și z, nu se regăsesc în cuvinte lexicale compuse, ci mai degrabă sunt separate de o vocală epentetică, cum ar fi o, pentru a evita o astfel de asimilare, deși plasarea acestor litere împreună este normală în rândul vorbitorilor al căror limbă maternă o permite.